# The Twins (film 1912)
The Twins è un cortometraggio muto del 1912 diretto da Lucius Henderson. Segna il debutto cinematografico delle gemelle Madeline e Marion Fairbanks, nel primo di una lunga serie di cortometraggi che le vedono protagoniste come attrici bambine.

## Produzione
Il film fu prodotto dalla Thanhouser Film Corporation.

## Distribuzione
Distribuito dalla Film Supply Company, il film - un cortometraggio di una bobina - uscì nelle sale cinematografiche USA il 18 giugno 1912.